# Otto Heidenreich
Otto Heidenreich (* 15. Januar 1902 in Edersleben; † 1962) war ein deutscher Politiker (NSDAP).

## Leben
Nach dem Ersten Weltkrieg trat er der KPD bei und beteiligte sich an den Märzkämpfen in Mitteldeutschland. Zum 1. April 1929 wechselte er zur NSDAP (Mitgliedsnummer 124.316). Beruflich war er als Obermonteur tätig. Im Juli 1933 wurde er zum Kreisleiter der NSDAP in Wittenberg ernannt. Als solcher betätigte er sich auch als Reichsredner und Stoßtruppredner auch außerhalb der Provinz Sachsen, so beispielsweise im Januar 1938 bei der „Großversammlkungsaktion“ in Westfalen. 
In enger Zusammenarbeit mit dem preußischen Landrat Holtz ergriff er in Wittenberg Maßnahmen, die der Wirtschaftsbelebung und Bevölkerungspolitik sowie der Entwicklung des Siedlungs- und Wohnungswesen im Kreisgebiet dienen sollten. Maßgeblichen Anteil hatte er dabei am massiven Vorgehens gegen die jüdische Bevölkerung im Zuge der Novemberpogrome 1938. Im Dezember 1939 führte er als „politischer Hoheitsträger“ den neuen Wittenberger Oberbürgermeister Fritz Hofmeister in sein Amt ein.
Im Frühjahr 1941 folgte seine Einberufung zur deutschen Wehrmacht. Sein kommissarischer Vertreter wurde der Kreisleiter Konrad Karasek aus Bitterfeld. Nach Kriegsende kehrte Heidenreich nicht mehr nach Wittenberg zurück.

## Auszeichnungen
- 1938: Goldenes Parteiabzeichen der NSDAP für außerordentliche Verdienste um die nationalsozialistische Bewegung und den NS-Staat